# Seven de Punta del Este 2000
El Seven de Punta del Este de 2000 fue la décima segunda edición del tradicional torneo uruguayo, fue el tercer torneo de la primera temporada de la Serie Mundial Masculina de Rugby 7.
Se disputó en la instalaciones del Estadio Domingo Burgueño Miguel.

## Fase de grupos

### Grupo A
| Equipo        | Encuentros | Encuentros | Encuentros | Encuentros | Tantos  | Tantos    | Tantos     | Puntos |
| Equipo        | jugados    | ganados    | empatados  | perdidos   | a favor | en contra | diferencia | Puntos |
| ------------- | ---------- | ---------- | ---------- | ---------- | ------- | --------- | ---------- | ------ |
| Nueva Zelanda | 3          | 3          | 0          | 0          | 137     | 10        | +127       | 9      |
| Uruguay       | 3          | 2          | 0          | 1          | 67      | 36        | +31        | 7      |
| España        | 3          | 1          | 0          | 2          | 48      | 81        | −33        | 5      |
| Perú          | 3          | 0          | 0          | 3          | 5       | 130       | −125       | 3      |

Nota: Se otorgan 3 puntos al equipo que gane un partido, 2 al que empate y 1 al que pierda

### Grupo B
| Equipo   | Encuentros | Encuentros | Encuentros | Encuentros | Tantos  | Tantos    | Tantos     | Puntos |
| Equipo   | jugados    | ganados    | empatados  | perdidos   | a favor | en contra | diferencia | Puntos |
| -------- | ---------- | ---------- | ---------- | ---------- | ------- | --------- | ---------- | ------ |
| Fiyi     | 3          | 3          | 0          | 0          | 148     | 12        | +136       | 9      |
| Canadá   | 3          | 2          | 0          | 1          | 61      | 42        | +19        | 7      |
| Francia  | 3          | 1          | 0          | 2          | 47      | 68        | −21        | 5      |
| Paraguay | 3          | 0          | 0          | 3          | 7       | 141       | −134       | 3      |

### Grupo C
| Equipo    | Encuentros | Encuentros | Encuentros | Encuentros | Tantos  | Tantos    | Tantos     | Puntos |
| Equipo    | jugados    | ganados    | empatados  | perdidos   | a favor | en contra | diferencia | Puntos |
| --------- | ---------- | ---------- | ---------- | ---------- | ------- | --------- | ---------- | ------ |
| Australia | 3          | 2          | 0          | 1          | 92      | 31        | +61        | 7      |
| Sudáfrica | 3          | 2          | 0          | 1          | 98      | 52        | +46        | 7      |
| Chile     | 3          | 2          | 0          | 1          | 59      | 54        | +5         | 7      |
| Alemania  | 3          | 0          | 0          | 3          | 17      | 129       | −112       | 3      |

### Grupo D
| Equipo         | Encuentros | Encuentros | Encuentros | Encuentros | Tantos  | Tantos    | Tantos     | Puntos |
| Equipo         | jugados    | ganados    | empatados  | perdidos   | a favor | en contra | diferencia | Puntos |
| -------------- | ---------- | ---------- | ---------- | ---------- | ------- | --------- | ---------- | ------ |
| Argentina      | 3          | 3          | 0          | 0          | 107     | 22        | +85        | 9      |
| Samoa          | 3          | 2          | 0          | 1          | 80      | 33        | +47        | 7      |
| Estados Unidos | 3          | 1          | 0          | 2          | 43      | 71        | −28        | 5      |
| Brasil         | 3          | 0          | 0          | 3          | 19      | 123       | −104       | 3      |

## Fase Final

### Cuartos de final
| 8 de enero | Fiyi | 38 - 5 | Uruguay |  |  |

| 8 de enero | Samoa | 12 - 7 | Australia |  |  |

| 8 de enero | Nueva Zelanda | 33 - 0 | Canadá |  |  |

| 8 de enero | Sudáfrica | 24 - 19 | Argentina |  |  |

### Semifinal
| 8 de enero | Fiyi | 19 - 7 | Samoa |  |  |

| 8 de enero | Nueva Zelanda | 31 - 7 | Sudáfrica |  |  |

### Final
| 8 de enero | Nueva Zelanda | 42 - 19 | Fiyi |  |  |

| Bandera de Nueva Zelanda |
| Campeón Nueva Zelanda    |
| 2º título del circuito   |